# Кубок Азербайджана по футболу 2009/2010
Кубок Азербайджана по футболу 2009/10 годов был 18-м по счёту и проводился по системе с выбыванием, начиная с 1/16 финала. Первая стадия турнира стартовала 17 сентября 2009 года. Финальный матч прошёл 23 мая 2010 года.
Представительство 20 участвовавших клубов по лигам:
- Первый дивизион — 8 клубов;
- Премьер-лига — 12 клубов.

## Регламент
На всех этапах Кубка Азербайджана победители пар определялись по результатам двух матчей (кроме финала).
Если кубковый матч закончился в основное время вничью, то назначалось дополнительное время (2 дополнительных тайма по 15 минут каждый без перерыва).
Но если и в дополнительное время не выявлялся победитель, то он определялся в серии 11-метровых ударов.

## 1/16 финала
15-17, 23-24 сентября 2009 года
| № | Команда         | итог | Команда                  |
| - | --------------- | ---- | ------------------------ |
| 1 | Шахдаг (Кусары) | 4:3  | Аншад-Петрол (Нефтечала) |
| 2 | Бакылы (Баку)   | 5:2  | МКТ-Араз (Имишли)        |
| 3 | Гянджа          | 3:1  | Ряван (Баку)             |
| 4 | ЦСКА (Баку)     | 2:3  | Нефтчи ИСМ (Баку)        |

## 1/8 финала
4, 11-12 ноября 2009 года
| № | Команда                | итог | Команда           |
| - | ---------------------- | ---- | ----------------- |
| 1 | Симург (Закаталы)      | 3:0  | Гянджа            |
| 2 | Олимпик-Шувалан (Баку) | 2:1  | Габала            |
| 3 | Карабах (Агдам)        | 4:0  | Шахдаг (Кусары)   |
| 4 | Мугань (Сальяны)       | 1:4  | Хазар-Ленкорань   |
| 5 | Бакылы (Баку)          | 0:6  | Баку              |
| 6 | Стандард (Сумгаит)     | 3:1  | Туран (Товуз)     |
| 7 | Нефтчи (Баку)          | 7:0  | Нефтчи ИСМ (Баку) |
| 8 | Карван (Евлах)         | 2:7  | Интер (Баку)      |

## 1/4 финала
6-7, 17-18 марта 2010 года
| № | Команда            | итог                | Команда                |
| - | ------------------ | ------------------- | ---------------------- |
| 1 | Симург (Закаталы)  | 0:0 д.в. (2:4 пен.) | Олимпик-Шувалан (Баку) |
| 2 | Карабах (Агдам)    | 2:2                 | Хазар-Ленкорань        |
| 3 | Интер (Баку)       | 5:1                 | Нефтчи (Баку)          |
| 4 | Стандард (Сумгаит) | 2:4                 | Баку                   |

## 1/2 финала
28-29 апреля, 5-6 мая 2010 года
| № | Команда         | итог | Команда                |
| - | --------------- | ---- | ---------------------- |
| 1 | Хазар-Ленкорань | 3:2  | Олимпик-Шувалан (Баку) |
| 2 | Интер (Баку)    | 2:3  | Баку                   |

## Финал
23 мая 2010 года
| № | Команда | итог | Команда         |
| - | ------- | ---- | --------------- |
| 1 | Баку    | 2:1  | Хазар-Ленкорань |

Финальный матч прошёл на Республиканском стадионе имени Тофика Бахрамова, на котором присутствовало 26000 зрителей.